# سیرتیچ
سیرتیچ (به لاتین: Sirtich) یک منطقهٔ مسکونی در روسیه است که در داغستان واقع شده‌است.